# Anphira branchialis
Anphira branchialis là một loài chân đều trong họ Cymothoidae. Loài này được Thatcher miêu tả khoa học năm 1993.